# L'Autre Dumas
Pour plus de détails, voir Fiche technique et Distribution.
L'Autre Dumas est un film français réalisé par Safy Nebbou et sorti en 2010.

## Synopsis
Fin 1847 - début 1848, l'écrivain Alexandre Dumas (Gérard Depardieu) est à son apogée. Auguste Maquet, son nègre littéraire depuis une dizaine d'années, reçoit la visite de Charlotte Desrives, fille d'un républicain incarcéré à la prison Sainte-Pélagie. Par suite d'un quiproquo et d'une erreur d'appartement (Dumas logeait provisoirement dans la chambre voisine de celle de Maquet), elle le prend pour Alexandre Dumas, et Maquet, qui conçoit immédiatement du désir pour elle, ne la détrompe pas. Pendant plusieurs semaines ils se voient, et Charlotte révèle à Auguste la raison de sa venue initiale : elle souhaiterait que Dumas intercède en sa faveur pour faire libérer son père. Le quiproquo va se dénouer lorsque Charlotte sera invitée à la pendaison de crémaillère du château de Monte-Cristo par Dumas, et qu'elle découvrira l'usurpation d'identité de Maquet.
La querelle éclate entre les deux hommes au sujet de Charlotte, courtisée sans vergogne par Dumas sous le regard jaloux d'Auguste Maquet, tombé amoureux d'elle. Le conflit va rejaillir sur l'association littéraire des deux hommes : quelle est la part exacte de l'un et de l'autre dans cette grande réussite ? Lequel des deux est le père de d'Artagnan et de Monte-Cristo ? Bref : qui est l'auteur ? Leur relation, si paisible jusqu'ici, passe de l'alliance au doute, hésite, puis bascule dans l'affrontement, amoureux et financier, alors que non loin de là, à Paris, se prépare une révolution qui pourrait sceller le sort de la monarchie, d'autant plus que la police de Louis-Philippe a mis Dumas sous surveillance et que ce dernier croule sous les dettes.
Le film se termine par la réconciliation des deux hommes, travaillant ensemble sur l'adaptation théâtrale du Comte de Monte-Cristo, tandis que les huissiers saisissent les meubles de Dumas dans son château.

## Fiche technique
- Titre original : L'Autre Dumas
- Titre de tournage : Signé Dumas
- Réalisation : Safy Nebbou
- Scénario : Gilles Taurand et Safy Nebbou, d'après la pièce Signé Dumas de Cyril Gély et Éric Rouquette[3]
- Décors : Cyril Gomez-Mathieu
- Costumes : Karen Muller Serreau
- Photographie : Stéphane Fontaine
- Musique : Hugues Tabar-Nouval
- Montage : Bernard Sasia
- Production : Frank Le Wita et Marc de Bayser
- Société de distribution : UGC Distribution
- Pays de production :  France
- Langue : français
- Tournage : Une partie de l'action a été tournée au Château de Mortefontaine dans l'Oise (Picardie). Des scènes ont été filmées à Cherbourg-Octeville, au Château de Dampont et dans la Hague.
- Dates de sortie : 
  - France : 10 février 2010
  - Belgique: 17 mars 2010

## Distribution
- Gérard Depardieu : Alexandre Dumas
- Benoît Poelvoorde : Auguste Maquet
- Dominique Blanc : Céleste Scriwaneck, « secrétaire » et amante de Dumas
- Mélanie Thierry : Charlotte Desrives, jeune Normande fille de révolutionnaire
- Catherine Mouchet : Caroline Maquet, la femme d'Auguste
- Michel Duchaussoy : Crémieux, le préfet de Seine-et-Oise
- Roger Dumas : M. de Saint Omer, le directeur de la prison Sainte-Pélagie
- Jean-Christophe Bouvet : M. Bocquin
- Christian Abart : l'Inspecteur Flanchet
- Philippe Magnan : Guizot, le Premier ministre du roi Louis-Philippe
- Florence Pernel : Ida Ferrier Dumas, l'ex-femme d'Alexandre Dumas
- Dominique Marcas : Milie
- Ophélia Kolb : Marion
- Alexis Michalik : Jean-Baptiste Béraud
- Daniel Isoppo : Rasconi, le majordome de Dumas
- Pierre Soubestre : M. Michel, le jardinier
- Julie Boulanger : Clémentine
- Chloé Coulloud : Sophie
- Luc-Antoine Diquéro : le capitaine Ollier
- Gaëlle Jeantet : la mère Ozerais
- Martin Mallet : Victor
- Vincent Martin : le père de Marion
- Sophie Tutusaus : Firmine
- Sandy Lobry : Louisette
- Éric Seigne : M. Potard, le postier
- Oscar Copp : Arnaud-Joseph Maquet
- Olivier Pajot : le docteur Bellacourt
- Philippe Larue : Augustin
- Frédéric Keller : le cocher
- Philippe Vieux : maitre Lacan
- Philippe Beautier : l'huissier de justice
- Alysse Hallali : Marie-Alexandrine Dumas
- Julien Sibre : le commissaire Trinquier
- Eric Mariotto : le meneur
- Safy Nebbou : le cerbère
- Pascal Demolon : Gérard de Nerval
- Fawzy Al-Aiedy : un chanteur oriental
- Yassine Ayari, Amar Chaoui, Jasser Haj Youssef et Pierre Rigopoulos : des musiciens orientaux

## Production

### Développement
- Le film est assez éloigné de la réalité historique sur certains points[4] :
  - Ni Alexandre Dumas, ni Auguste Maquet, n'ont été en relation, de près ou de loin, avec une personne qui se serait appelée Charlotte Desrives[réf. souhaitée].
  - Scriwaneck était une actrice, mais elle ne faisait pas partie des intimes de Dumas, et n'a pas été sa secrétaire, ni sa compagne[réf. souhaitée].
  - Marie-Alexandrine était bien la fille de Dumas, mais pas celle d'Ida Ferrier[réf. souhaitée].
  - La fin du film laisse entendre une réconciliation entre Dumas et Maquet, et présente Maquet comme incapable d'écrire par lui-même, mais trois ans après la révolution de 1848, à la suite de la ruine d'Alexandre Dumas, Auguste Maquet lui fit un procès[5] et rompit la collaboration, entamant une carrière solitaire qui sera plutôt couronnée de succès, du moins de son vivant[6].

### Tournage
Alysse Hallali accuse Depardieu de comportement inapproprié.

## Réception
Claude Ribbe (auteur du Diable noir) a critiqué le film au motif que le rôle d'Alexandre Dumas était interprété par un acteur blanc et non par un acteur noir alors que sa grand-mère maternelle est une esclave noire de Saint-Domingue, ce qui fait de lui un quarteron.